# Олійні лаки
Олійні лаки — розчин природних або синтетичних смол в оліях.

Матеріалами для виробництва олійних лаків служать лляна олія, скипидар і різні сорти копалів. Лляна олія йде в вигляді оліфи. Скипидар вживається тільки високого очищення. Копал — найважливіший матеріал. Від вибору всіх названих матеріалів залежать якість олійних лаків. Виробництво олійних лаків складніше, ніж спиртових і скипидарних.
Все виробництво складається з наступних операцій:
- приготування оліфи
- сортування
- дроблення
- плавлення копалів
- варіння лаку
- відстоювання

Класичним рецептом олійного лаку вважається наступний: 14 частин копалу, 43 частини оліфи і 25 частин скипидару. Але суть лакового виробництва складають вибір і пропорція копалів, особливості приготування оліфи і спосіб плавлення копалів і варіння лаку.